# Santed
Santed (aragónul Santet) község Spanyolországban,  Zaragoza tartományban. Santed Gallocanta, Used, Balconchán és Val de San Martín községekkel határos. Lakosainak száma 71 fő (2024).

## Nevezetességek
Santed egyike annak a hat községnek, amelyek területén osztozik Nyugat-Európa egyik legjelentősebb sóstava, a Gallocantai-tó.

## Népesség
A település népessége az utóbbi években az alábbiak szerint változott:
| Lakosok száma | 78   | 75   | 67   | 61   | 65   | 66   | 63   | 63   | 66   | 71   |
|               | 2001 | 2004 | 2007 | 2009 | 2012 | 2014 | 2017 | 2019 | 2022 | 2024 |